# NGC 260
NGC 260 (ook wel PGC 2844, UGC 497, MCG 4-3-6, ZWG 480.9 of IRAS00458+2725) is een spiraalvormig sterrenstelsel in het sterrenbeeld Andromeda. NGC 260 staat op ongeveer 215 miljoen lichtjaar van de Aarde.
Het object NGC 260 werd op 27 augustus 1865 waargenomen door de Duits-Deense astronoom Heinrich Louis d’Arrest. Het werd echter in 1848 ontdekt door Johnstone Stoney, assistent van William Parsons.
Vanaf de Aarde gezien staat het stelsel NGC 260 schijnbaar in de buurt van de dubbelster 65-i Piscium. Deze dubbelster werd door de Engelse astronoom Maxwell Hall (1845-1922) aanzien als de centrale zon van het universum (Central Sun of the Universe).